# Moravská Nová Ves
Moravská Nová Ves är en köping i Tjeckien.   Den ligger i distriktet Okres Břeclav och regionen Södra Mähren, i den sydöstra delen av landet, 240 km sydost om huvudstaden Prag. Moravská Nová Ves ligger 190 meter över havet och antalet invånare är 2 517.
Terrängen runt Moravská Nová Ves är platt. Runt Moravská Nová Ves är det ganska tätbefolkat, med 90 invånare per kvadratkilometer. Närmaste större samhälle är Hodonín, 10,1 km nordost om Moravská Nová Ves. Omgivningarna runt Moravská Nová Ves är en mosaik av jordbruksmark och naturlig växtlighet.